# Raión de Bilopillia
Bilopillia (en ucraniano: Білопільський район) es un raión o distrito de Ucrania en el óblast de Sumy. 
Comprende una superficie de 1500 km².
La capital es la ciudad de Bilopillia.

## Demografía
Según estimación 2010 contaba con una población total de 53954 habitantes.

## Otros datos
El código KOATUU es 5920600000. El código postal 41800 y el prefijo telefónico +380 5443.